# Uringeån

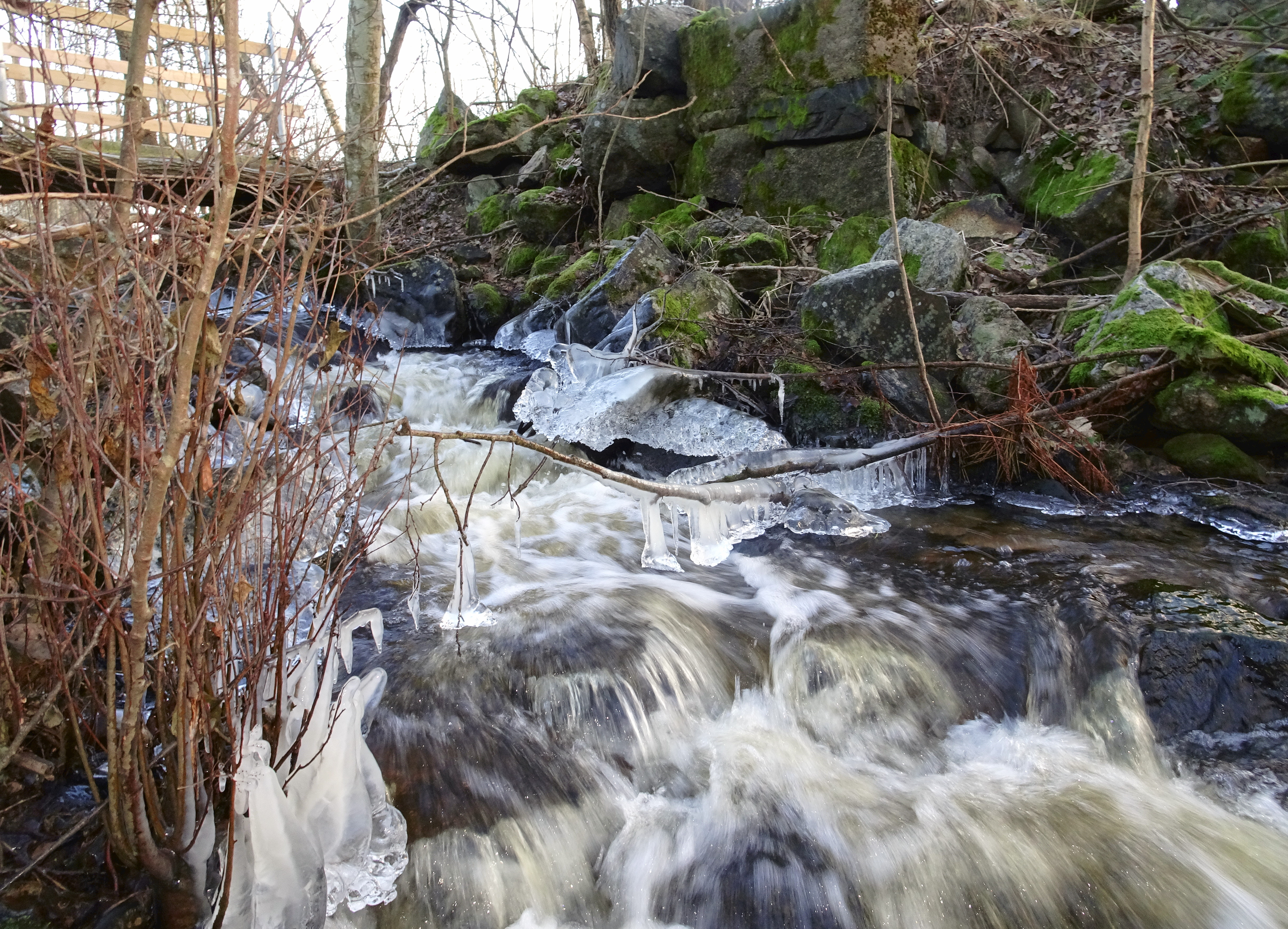
Uringeån vid Stora Uringe gård.

Uringeån är ett vattendrag i Botkyrka kommun, Stockholms län.
Uringeån har sitt namn efter den där belägna gården Stora Uringe. Ån är utloppet från Stora och Lilla Skogssjön och rinner samman med Kagghamraån vid Dalsta strax nedanför Åvinge kvarn. Vid Lilla Skogssjön passerar den genom Svartkällsskogens naturreservat. Uringeån är den minst förorenade och övergödda delen av Kagghamraån vilket beror på att avrinningsområdet i Pålamalm öster om Stora och Lilla skogssjön är näringsfattig moränmark. Hela Uringeån är klassat som riksintresse för naturvården.